# Weimarskie wydanie dzieł Lutra

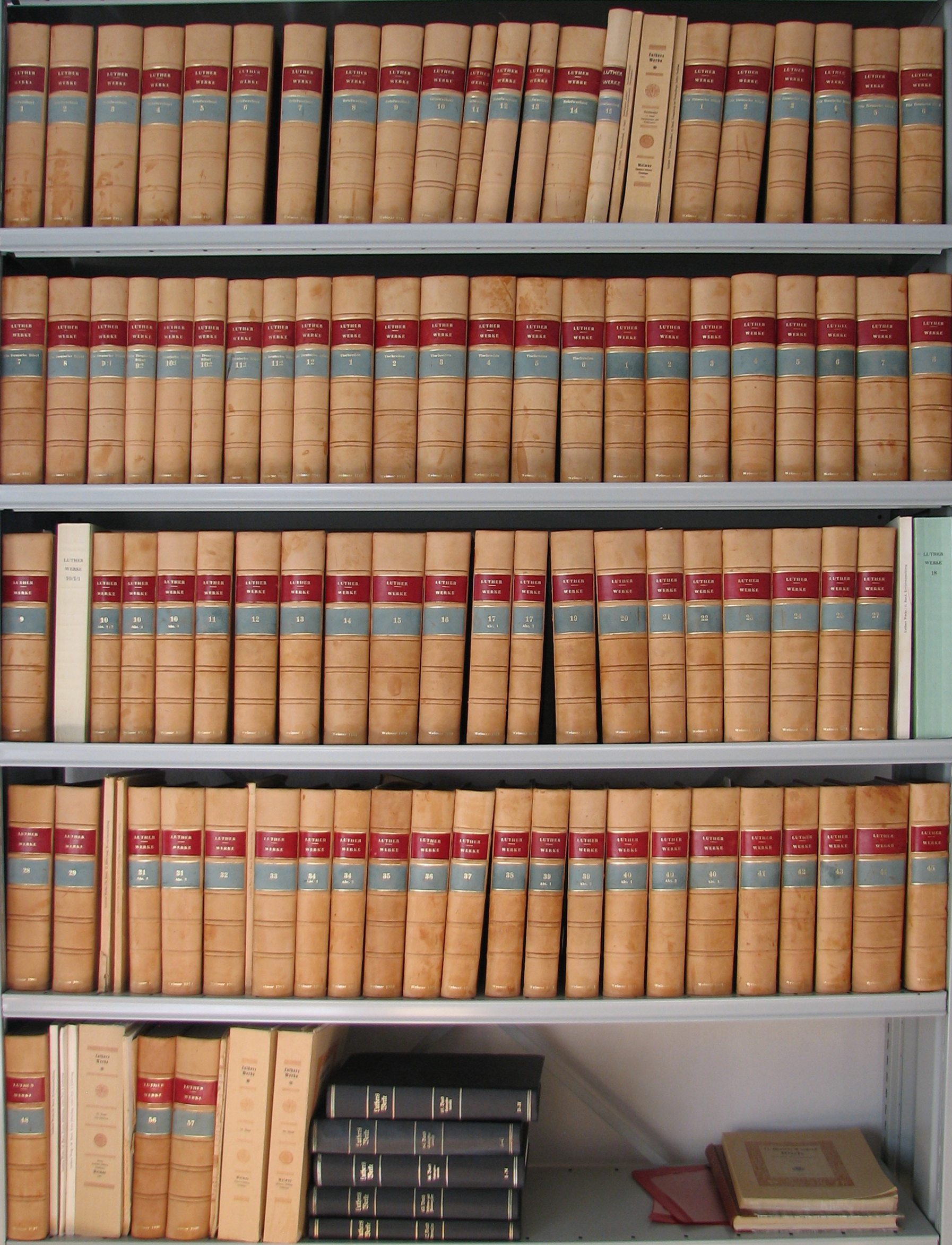
Niektóre tomy z Weimarskego wydania dzieł Lutra

Weimarskie wydanie dzieł Lutra (niem. Weimarer Ausgabe (WA)) – krytyczne wydanie dzieł Marcina Lutra. Powstało w wyniku pracy wielu redaktorów na przestrzeni ponad 120 lat.
Prace nad wydaniem weimarskim rozpoczęto w 1881 roku. Pierwszy tom ukazał się w 1883 roku, tj. w czterechsetną rocznicę urodzin Lutra, ostatni tom w 2009 roku. Wydanie składa się z czterech działów, 57 tomów poświęconych zostało ułożonym chronologicznie pismom Lutra, 10 tomów – niemieckiemu tłumaczeniu Biblii, 6 tomów – „Mowom stołowym”, 11 tomów – korespondencji Lutra. Wydanie, licząc tomy i podtomy, zawiera 120 woluminów, o łącznej liczbie 80 000 stron. Wydanie weimarskie jest podstawą dla badań nad Lutrem oraz dla tłumaczeń Pism Lutra.